# JFE Holdings
JFE Holdings, Inc. (JFE ホールディングス株式会社, Jeiefuī Hōrudingusu Kabushiki-gaisha, TYO: 5411)

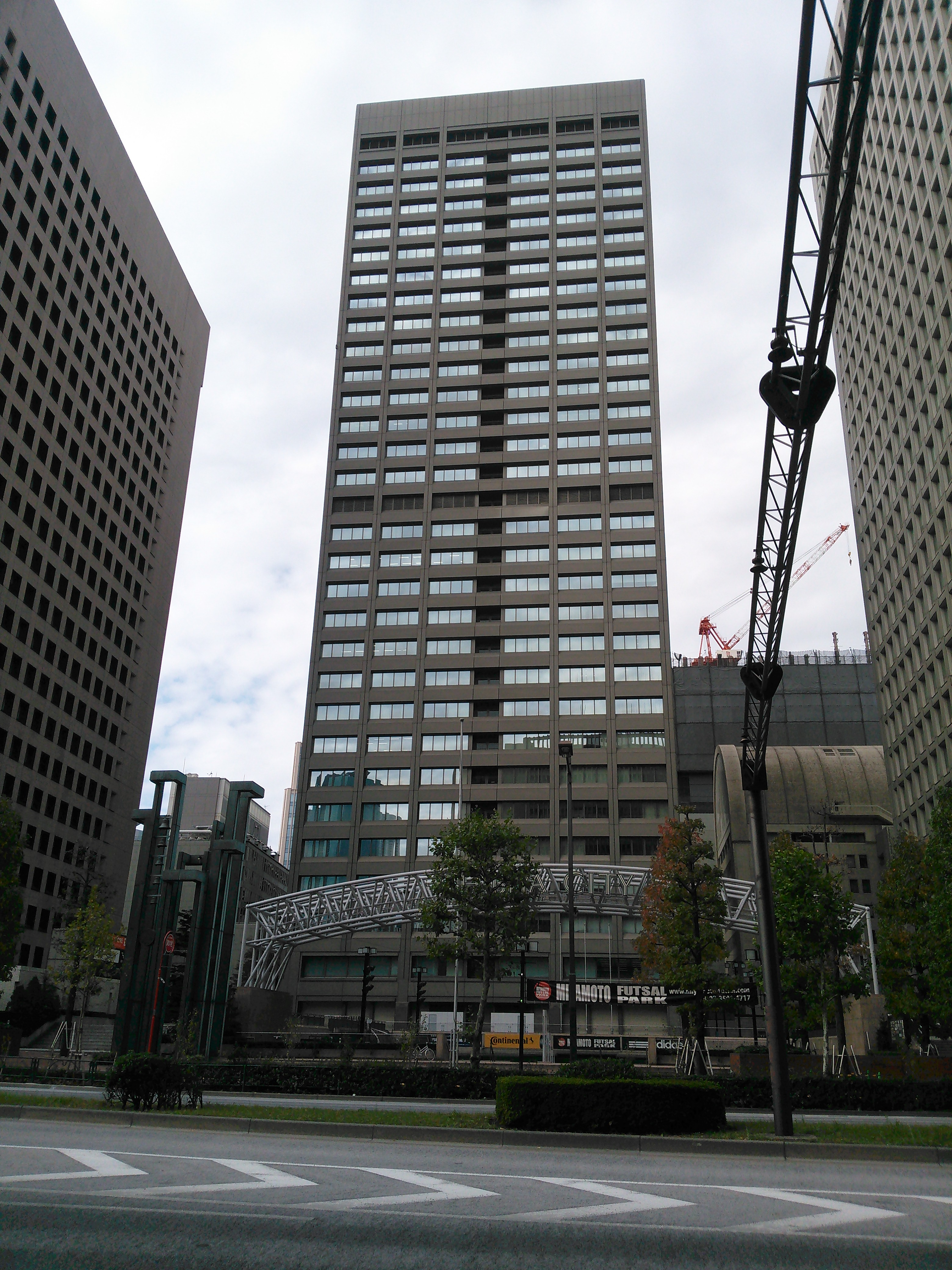
Hibiya International.

é uma corporação do Japão que após a Segunda Guerra Mundial se destacou no ramo do aço.

## História
A companhia foi estabelecida em 2002 com a Kawasaki Steel Corporation e da NKK.